# La Nova Falç
La Nova Falç és un periòdic de Catalunya del Nord aparegut a Perpinyà el 1977, d'antuvi mensual i des de 1980 bimestral. Fou creada com a òrgan d'un grup dissident de l'Esquerra Catalana dels Treballadors, que publicà el primer número amb el títol de La Falç, i esdevingué portaveu de l'Organització Socialista d'Alliberament Nacional (OSAN) primer i dels Independentistes dels Països Catalans a la Catalunya del Nord després. Els seus redactors foren Bernat Casals, Aleix Renyé (amb el pseudònim de Roc Romaní) i Josep Calassanç Serra i Puig.
Era escrita íntegrament en català i publicava articles i comentaris polítics d'orientació nacionalista d'esquerres radical, favorable a la reunificació i independència de tots els Països Catalans. També incloïa sovint dossiers sobre temes monogràfics diversos. Des de 1984 ha estat també portaveu del Col·lectiu Nacionalista La Nova Falç.